# Илюши
 Илюши  — деревня в Афанасьевском районе Кировской области в составе Ичетовкинского сельского поселения.

## География
Расположена на расстоянии примерно 9 км по прямой на север от райцентра поселка  Афанасьево на правобережье реки Кама.

## История
Известна с 1873 года как деревня Порубовская (Илюшевская, Таскаевская и Мушкаровская), в которой учтено дворов 52 и жителей 423, в 1905 (Илюшевы или Зуевы) 43 и 239, в 1926 (Илюши или Зуевский) 35 и 141, в 1950 (Илюши) 42 и 136, в 1989 172 жителя. Настоящее название утвердилось с 1950 года.  

## Население
Постоянное население составляло 145 человек (русские 97%) в 2002 году, 152 в 2010.